# Arte del Perú
El arte del Perú tiene su origen en las sociedades andinas, ubicadas en la Cordillera de los Andes de América del Sur, que habitaron en el período preincaico el territorio que hoy conocemos como el Perú. Actualmente el Perú alberga una de las más extensas variedades de artes y artesanías del mundo que a través del tiempo se han ido enriqueciendo sin perder su originalidad y su creatividad

## Arte prehispánico
Su estudio se divide convencionalmente en tres períodos cronológicos que comprenden la evolución del mismo: El preclásico o de formación, el clásico o de florecimiento; y el posclásico (900-1540).
El arte en las sociedades andinas preincas e incas respondía a razones políticas, sociales y religiosas, por lo que los objetos artísticos rescatados, hoy presentan un alto valor arqueológico ya que son valiosas fuentes que documentan y permiten conocer la estructura social, política, económica y sobre todo, ideológica de las sociedades que los crearon.

### Cronología

#### Período preclásico (1500a.C.-300d.C.)
El arte antiguo peruano de este periodo se presenta de forma heterogénea ya que en ese periodo temprano América estaba conformada por reinos pequeños cuyas respectivas culturas se desarrollaron, en su mayor parte, independientes unas de otras.
El arte prehispánico se usa para hacer referencia al arte que existía en América mucho antes de que los españoles llegaran, a las expresiones materiales desarrolladas por las culturas anteriores a la llegada de los españoles a América.Este concepto  se refiere principalmente a todos los estilos de arte que había antes de que los españoles conquistaran una gran parte de América. Cuando hablamos del arte prehispánico nos referimos a todos los estilos de arte que surgieron antes de 1492, ya que en América existían diferentes culturas y cada cultura tenía diferentes tipos de representaciones artísticas.

#### Período clásico (300-900)
El desarrollo de imperios poderosos dio origen y permitió la formación de un arte con un estilo definido. Aunque suele considerarse un periodo pacífico, los estudios arqueológicos más recientes han demostrado que la mayoría de las civilizaciones del periodo clásico eran guerreras. Las conquistas y el comercio extensivo produjeron una riqueza que se utilizó para la construcción de centros ceremoniales o ciudades, así como para la creación de efectos personales cada vez más lujosos y objetos funerarios o rituales de gran calidad.

#### Período posclásico (900-1540).
El último período se caracteriza principalmente por las frecuentes guerras provocadas por presiones socioeconómicas como el aumento de la población y el desarrollo técnico. Las culturas y civilizaciones de este período son las mejor documentadas, debido a que los cronistas españoles recogieron sus impresiones personales o recopilaron historias de los conquistados.

### Tipos de Arte
El arte andino preinca e inca se manifestó principalmente en la creación de objetos en Cerámica, técnicas como la Litoescultura, la Metalurgia y la Textilería así como en la Pintura, la Escultura y la arquitectura.

#### Cerámica

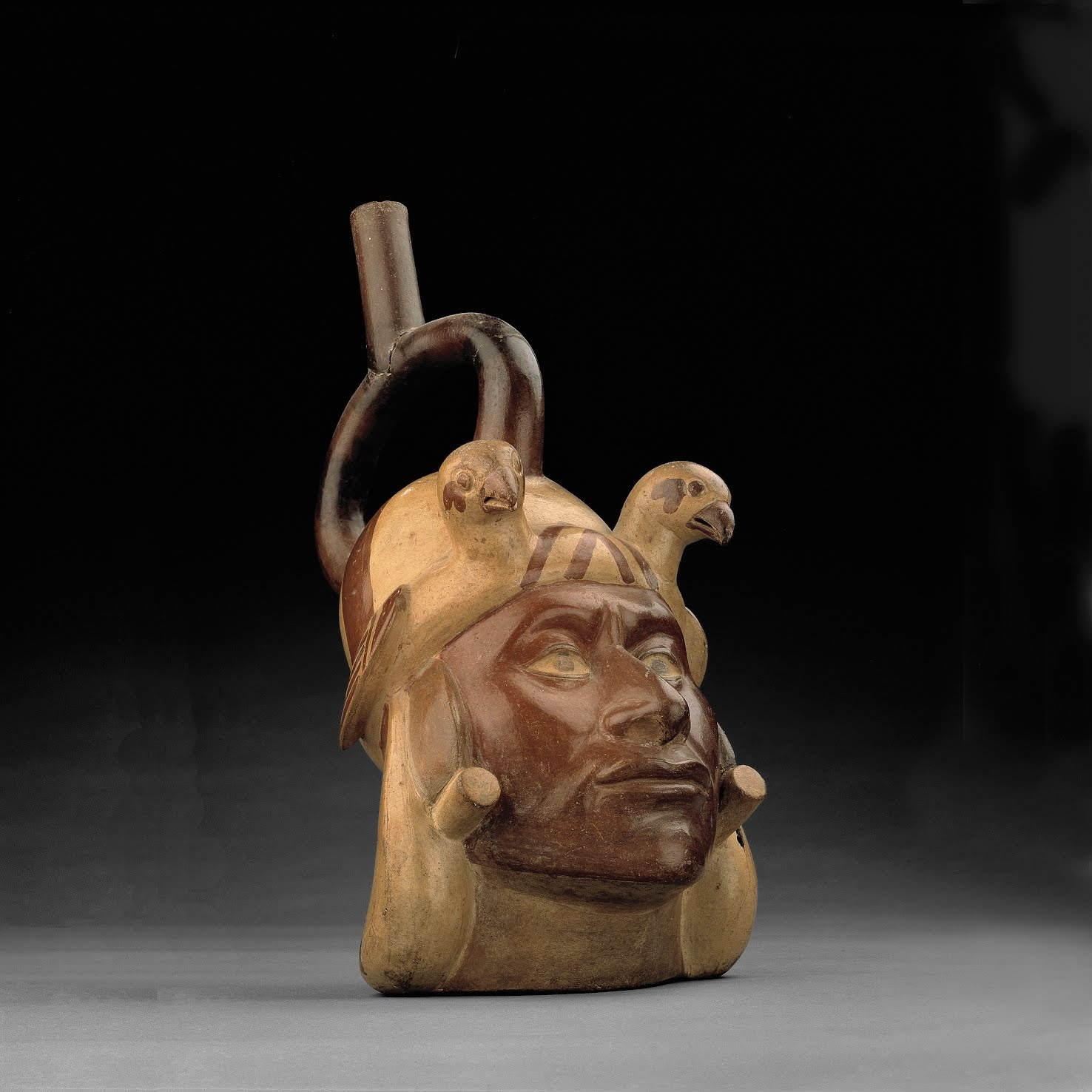
Huaco retrato Mochica, fino ejemplo de la cerámica prehispánica peruana. Museo Larco, Lima-Perú.

La cerámica es el material más frecuente en el registro arqueológico andino.

### Litoescultura
La litoescultura (o escultura en piedra), tuvo presencia en las manifestaciones culturales y artísticas en las Chavín de Huántar, ubicado en el Callejón de Conchucos (Huari, Ancash). Este templo fue el primer centro de devoción a nivel panandino, sostenido por un Estado eminentemente teocrático. Por tal motivo, la presencia de la imaginería religiosa fue vital en su organización. El templo tiene dos fases: Templo Nuevo y Templo Viejo..

#### Textiles
Los textiles preincas e incas fueron elaborados con técnicas muy creativas y sofisticadas, tanto por la finura de sus hilos, sus colores, la trama y urdimbre de sus tejidos, como por los motivos en ellos representados. En su mayoría, estos textiles recrean el mundo natural prehispánico y sobre todo su universo mental, y nos aproximan a sus riquezas naturales e ideológico-culturales, así como al uso que le dieron las sociedades que lo crearon.

## Arte virreinal

### Las primeras expresiones (1532-1620)
En el campo de las artes, la conquista del Tahuantinsuyo interrumpió violentamente las tradiciones autóctonas, que fueron desplazadas con gran celeridad por la cultura visual europea. A diferencia del simbolismo dominante en el arte incaico, la pintura y escultura del Renacimiento impuestos por los conquistadores tenían como ejes la perspectiva y la representación "realista" del mundo visible. Por tanto, no requería de un conocimiento especializado de parte de sus potenciales espectadores, sino que apelaban a la simple mirada.
Durante los primeros años del virreinato, maestros peninsulares organizarían talleres en que indígenas, mestizos y criollos eran instruidos en los diversos oficios artísticos. El grabado europeo en el siglo XVI también contribuyó en dichos procesos de transculturación y evangelización que dieron forma a la sociedad virreinal.
En el Perú se conoce como Arte virreinal al período comprendido entre los siglos XVI y XVIII, es decir luego de producirse la conquista española hasta la etapa de la independencia. Los periodos históricos no tienen una fecha definida de inicio ni de fin pues este va evolucionando con el paso del tiempo.
Durante la segunda mitad del siglo XVI e inicios del XVII, numerosos cronistas escribieron sobre la riqueza mineral y la producción alimenticia del Perú. Lima se convirtió en la capital del virreinato del Perú, convirtiéndose en una ciudad cosmopolita de gran importancia. Lima y su Plaza Mayor, se convierte en el centro de las grandes ceremonias cortesanas y eclesiásticas (venida de virrey, nacimientos de príncipes en España, fiestas luctuosas, pomposas procesiones) en ellas participan los intelectuales y artistas más renombrados de la época. Durante este periodo sobresale la labor administrativa del Virrey Toledo.
Durante el virreinato se podían distinguir dos grandes poderes como era el de la Iglesia que contaba con el 10% de la población total, entre obispos, clero regular, clero doctrinero, prelados, canónigos e inquisidores. La ciudad Lima sería conocida como la ciudad de las iglesias y monasterios por la cantidad de construcciones y personas dedicadas al culto que tenía. Las primeras órdenes religiosas que llegaron a estas tierras fueron los dominicos, mercedarios, franciscanos y agustinos de este modo los primeros monasterios fueron el de la Encarnación (monjas agustinas) y el de Concepción (inicialmente estas monjas se regían por la regla franciscana pero luego lograron autonomía)
El poder civil estaba comandado por el Rey de España o en su defecto del Virrey quien tenía bajo su cargo a los Oidores de la Real Audiencia. Los Encomenderos laicos, mercaderes. El poder militar (también bajo órdenes del virrey) comprendía la guardia del Virrey y los Capitanes generales.

### Escultura
Durante el siglo XVII trabajaron en Lima los siguientes escultores:

#### Martín Alonso de Mesa
De origen sevillano fue una destacada figura en las primeras décadas del siglo en Lima.
- Se le debe el diseño de la sillería de la Catedral de Lima.
- Se le atribuye entre otras esculturas, el San Juan Evangelista de la Catedral.

#### Pedro de Noguera
Nacido en Cataluña, inicialmente activo en Sevilla, llega a Lima en 1619. Su obra sevillana, de gusto manierista, evoluciona hacia el barroco en obras como la sillería de la Catedral de Lima. Gana el concurso, por puja, en 1623, para la ejecución de la Sillería del Coro de la Catedral, subcontrató a Luis de Vargas (escultor) y Martínez A. (diseño-escultura), después para Santo Domingo. Es nombrado maestro mayor de la Catedral de Lima en 1638. Entre sus obras figuran:
- Cristo del Santo Entierro hermosa e inédita imagen articulable que procesionaba en la Semana Santa de Lima de los años coloniales, se encuentra en la Iglesia de la Soledad, Lima.
- Sillería del Coro de la Iglesia de San Agustín, Lima 1620
- Diseño de la Pileta de la Plaza Mayor de Lima (Fundida y ejecutada por Antonio Rivas)en 1650 inaugurada en 1651.

#### Gomes Hernández Galván
(Valladolid) Documentado siglo XVI, Entre sus obras figuran:
- Tablas de la catedral. Antigua Sillería del Coro
- El Profeta(relieve). trabajó el canon manierista, manos grandes al estilo Berruguete, postura Bitti a la inversa. Museo Histórico regional del Cusco.

#### Diego de Medina
- En la Iglesia de San Agustín de Lima, observamos su obra en la Cajonería de la sacristía y techo de la antesacristía elaborado al estilo mudéjar. Trabajó supervisado por el padre Bejarano.

#### Juan Bautista Vásquez
- Escultura de la Virgen conocida como La Rectora, actualmente se encuentra en el Instituto Riva Agüero (PUCP)

#### Diego Rodríguez
Nuestra Señora de Copacabana de Lima venerada en el Santuario homónimo del distrito del Rimac; Es considerada la mejor obra de las postrimerías del siglo XVI y de marcada filiación sevillana.

#### Alonso Gómez
- La adoración de los pastores (relieve), en la Catedral de Lima.

Obras en Lima y Arequipa entre las que destacan:
- Cristo Yacente de la Cofradía del Santo Sepulcro de la iglesia de Santo Domingo
- San Francisco y Santo Domingo en la iglesia de los Frailes Menores
- El Crucificado de la Compañía de Jesús.

#### Anónimo
- Sagrada Familia de la Doble Trinidad Interesante conjunto escultórico de estilo manierista, que se encuentra en el crucero de la Iglesia de la Soledad en Lima

#### Esculturas traídas a Lima durante elsigloXVII
La escultura española durante este período tuvo tres tendencias, las cuales por su importancia marcaron escuela no solo es España sino también en Iberoamérica. Estas fueron:
1. Escuela castellana, Valladolid
2. Escuela Andaluza, Sevilla
3. Escuela granadina de escultura
4. Escuela Castellana

1. Escuela castellana, Valladolid
Tiene su antecedente en escultores como Alonso Berruguete, Juan de Juni (siglo XVI) y Francisco de Rincón (Representante máximo del Barroco temprano, destacando entre sus obras su modelo de los Pasos Procesionales siglo XVII).
- Gregorio Fernández

En el Barroco a plenitud destacamos la figura de Gregorio Fernández, quien se muestra como un escultor realista – naturalista. Muy dado a los cristo pasionarios.
- Escenas de la pasión

- Conjunto escultórico de la Familia de la Virgen (la Virgen niña está representada parada sobre una media luna, tiene la vestidura de oro, que destaca el uso de la técnica del estofado). esta obra la podemos observar en uno de los retablos de la Iglesia de San Pedro de Lima.

2. Escuela sevillana de escultura
Sus precedentes son Juan Bautista Vásquez “La Rectora” y Jerónimo Hernández y Martínez Montañés (siglo XVI) llamado el Dios de la Madera por la excelencia en su obra, fue el representante máximo de esta escuela
- Juan Martínez Montañés

Montañés, inicia el barroco, es atemperado en sus esculturas de estilo clásico. Igualmente, logra crear una tipología de personajes como Cristos (sobresale dentro de su gran obra el Cristo Crucificado de la Clemencia en la Catedral de Sevilla), Doctorcitos (niño Jesús con el mundo en las manos) y la Inmaculada
- Obras en Lima:

- Cristo del Auxilio en la Iglesia de la Merced de Lima.
- Retablo del Bautista, donde destaca la figura del crucificado, en la Catedral de Lima.
- Santa Apolonia, en la capilla Aliaga de la Catedral de Lima
- San Francisco de Borja en uno de los retablos de la Iglesia de San Pedro.
- San Francisco Javier en uno de los retablos de la Iglesia de San Pedro.
- La Virgen de la Espina en el Convento de la Buena Muerte o de San Camilo
- Juan de Mesa,

Fue discípulo de Montañés, sin mebargo en su obra se percibe un carácter más realista.
Iglesia de San Pedro:
- Cristo de la Buena Muerte, en esta escultura se observa el tratamiento de los paños de pureza es más ampulosos, los cuales se presentan sostenidos por sogas, que hace destacar la musculatura apolínea del crucificado. Iglesia de San Pedro
- Cristo acompañado por la Virgen y San Juan. en la Capilla de la Virgen de la O también en la Iglesia de San Pedro
3. Escuela granadina de escultura
Esta escuela lleva el realismo al extremo, pora lo cual usa artificios como ojos y lágrimas de cristal, vidrio en el paladar, su objetivo es lograr el máximo realismo para conmover al espectador.
- Alonso Cano

Influencia sevillana XVII. Realismo atemperado. Una de sus obras más importantes es la Fachada de la Catedral de Granada.
- Retablo de la Virgen
- Inmaculada del retablo de San Francisco. Sin embargo, por ser muy joven solamente se le encargó el diseño, el trabajo lo realizaría Francisco de Ocampo
- La Virgen del Monasterio del Carmen en Trujillo
- Pedro de Mena

Máximo representante del realismo extremo, utiliza ojos y lágrimas de vidrio, dientes de marfil. Fue discípulo de Alonso Cano. Una de sus obras más reconocidas es la escultura de María Magdalena en el Museo de Valladolid.
En la Iglesia de San Pedro de Lima, en el retablo de San Luis Gonzaga podemos observar dos de sus obras como son los bustos del Ecce Homo y la Dolorosa. Los cuales llegan a Lima entre 1670 y 1680.
Sucesores de la Escuela Sevillana
Estos artistas, también llamados montañesinos, trabajaron en Lima a mediados del siglo XVII. Entre ellos se encontraba Luis de Espíndola y Gaspar de la Cueva, quienes si bien estuvieron en Lima su trabajo se desarrolló plenamente en Potosí

#### Primer período de la retablística
1. Ascencio de Salas
Representante del barroco temprano, introduce las columnas melcochadas y estriadas, con el fuste decorado por paños colgantes o cabezas femeninas. Produce un cambio en la estilística barroca e introduce también el juego de columnas en la catedral de lima.
Obras:
- Retablo de Nuestra Señora de la Concepción en la Catedral de Lima, el cual marcó un hito de la retablística limeña.
- Portada Retablo de la Iglesia del Copacabana.
- Fachada de la Iglesia de San Francisco, Lima
- Retablo del Colegio de San Inldelfonso, 1638. Actual Escuela de Bellas Artes de Lima
- Retablo Mayor de la Iglesia del Carmen, 1654
- Retablo mayor de la Iglesia de la Trinidad, 1669
- "Retablo de la Purísima"(Virgen Inmaculada). Retablo mayor de la Iglesia de Santa Clara.
- Túmulo con carros alegóricos y temas mitológicos para las fiestas de Felipe Próspero.
- Túmulo para la proclamación del rey Carlos II.
2. Cristóbal Caballero
Arquitecto y escultor, estuvo activo hasta finales del siglo XVII, continuó el trabajo de Ascencio de Salas. Su trabajo se caracterizó por utilizar modillones y arabescos en lugar de los capiteles, estos aparecen tanto en su arquitectura efímera como en la local.
Trabajos:
- Terminó el Retablo de la Iglesia de la Trinidad de Lima, que había empezado Asencio de Salas
- Diseñó el Túmulo de la reina Mariana de Austria
- Diseñó el Túmulo del rey Carlos II de España
- Realizó la fachada de la Iglesia de la Merced, después de 1687.
- Escultura de San Antonio de Padua en la Iglesia de Santa Clara en Trujillo
- Escultura de San Nicolás de Tolentino en la Iglesia de San Agustín en Trujillo

3. Diego de Medina
Arquitecto, ensamblador y escultor.
En 1643	realizó la Cajonería y el Techo de la Antesacristía de la Iglesia de San Agustín, supervisado por el padre Bejarano
Escultura Montañesina
- Crucificado escultura ubicada en la capilla del Cristo de la Conciliación en la Iglesia de las Nazarenas de Lima. Este estilo se escapa de las características españolas, por la línea serpentinata, el sensualismo de las formas y el paño de pureza. Se observa un mayor acercamiento con los Cristos de las pinturas de Rubens.

- San Antonio de Padua con niño Jesús de túnica celeste, sentado sobre el libro. El santo tiene los cabellos al estilo montañesino. Trujillo

- En el Cusco la escultura toma características dramáticas, por su exopresionismo y realismo.

Sobresale la obra anónima de San Jerónimo, representado al santo penitente solo y de rodillas. El manto rojo del santo está representado caído sobre sus caderas, lo cual deja el torso al descubierto y permite enfatizar los golpes de pecho que el santo se da con una piedra. La sangre, las venas bajo la piel, la boca entreabierta, la escena del martirio refuerzan el sentido realista y dramático de la obra.
Esta escultura tiene como antecedente al San Jerónimo de Tordillano, quien dejó impresionado a Montañez y quien hace de este un modelo iconográfico y por las características de esta pieza fue atribuida a él, sin embargo nuevas investigaciones la atribuyen a un artista local.
Otro modelo iconográfico que llegó a Lima proveniente de Sevilla, fueron los pasos procesionales, los Santos Juanes, Juan Evangelista (usualmente representado con túnica) y Juan Bautista (representado con piel de cordero). Podemos observar a estos santos en la Iglesia de San Francisco. Asimismo, el estilo montañesino se encuentra presente en la escultura del San Buenaventura, del cristo crucificado (donde se observa la audacia del artista pues el paño de pureza esta puesto de tal modo que deja la cadera al descubierto, lo que da más naturalismo a la obra. Esta obra se encuentra en la capilla del triunfo, de la iglesia franciscana

#### Segunda etapa de la Retablística
1. Diego de Aguirre (¿?-1718)

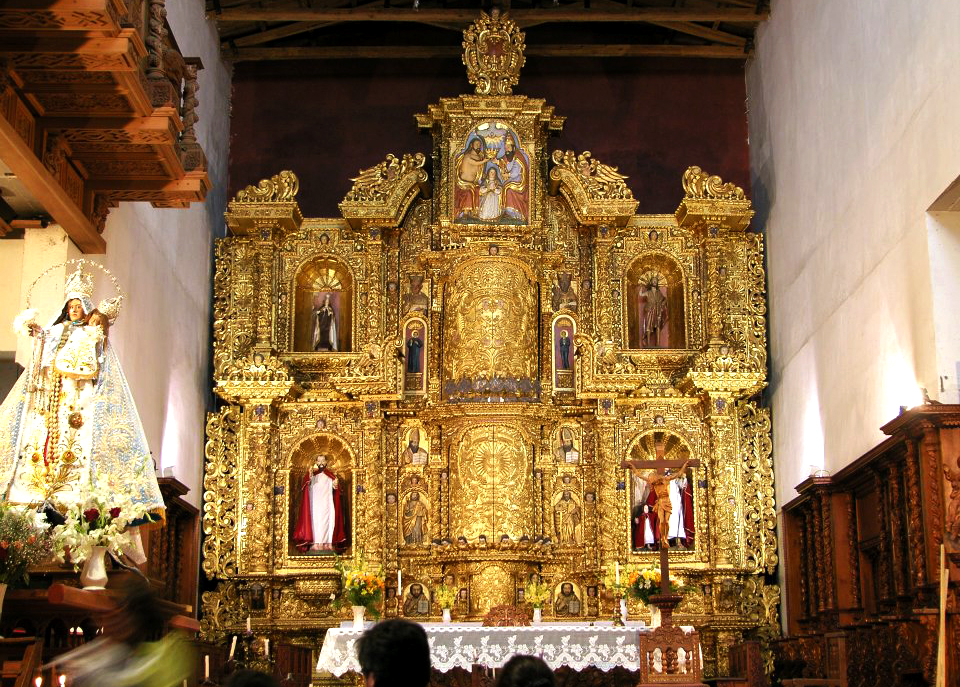
Retablo mayor de la iglesia de Chacas, Áncash, construido entre 1750 y 1755.

Introdujo en Lima las columnas salomónicas
- Baldaquino de la Catedral de Lima
- Retablo de las Ánimas en la Iglesia de San Marcelo de Lima, 1681. Columnas melcochadas y con espejos
- Retablos de la Iglesia de San Pedro de Lima, 1660/1685. Columnas salomónicas
2. Juan Tomás Tuyro Túpac

#### Tercera etapa de la Retablística-SigloXVIII
Durante la segunda mitad del siglo XVIII se impone la ornamentación en rocallas, debido a la influencia francesa. El uso de la rocalla, consolidado hacia 1760 en obras como los túmulos de María Bárbara de Portugal y Amalia de Sajonia, continuará hacia fines del siglo. Así, se hace presente en el Retablo Mayor de San Lázaro, una de las obras iniciales de Matías Maestro, introductor del neoclacisismo en Lima.
1. José de Castilla
- Retablo del Señor de Burgos, en la iglesia de San Agustín de Lima (desaparecido).
- Retablo Mayor de la iglesia de Jesús María y José, Lima.
2. Atanasio Contreras del Cid
- Retablo Mayor de la Iglesia de San Sebastián, Lima (ca. 1770). Presenta columnas con elementos de rocalla, carros alegóricos y letanías de la virgen.
3. Fernando Collado
- Retablo Mayor, iglesia de San Agustín, Trujillo
- Retablo Mayor, iglesia del Carmen, Trujillo

### Arquitectura
La ciudad de Lima fue construida teniendo como modelo la cuadrícula, modelo que ha sido preservado hasta hoy y que se conoce como el "Damero de Pizarro". Las casas en la costa del Perú fueron hechas de adobe y luego ladrillo mientras que en la sierra fueron de piedra y luego "quincha". Cabe mencionar que los más grandes influyentes en cuanto al estilo arquitectónico fueron los terremotos de 1586, 1687 y 1746.
Durante el siglo XVII las murallas de Lima tuvieron un carácter defensivo más que delimitatorio.
En 1610 se construye el Puente de Piedra en el actual Jr. Trujillo, ubicado detrás de Palacio Gobierno, la Alameda de los Descalzos (en extramuros pasando el río) que antiguamente tenía el nombre similar a la Alameda de Hércules en Sevilla.
En 1613 los límites de la ciudad de Lima eran de N–S el Barrio de San Lázaro en el Rimac y de E-O el pueblo indígena del Cercado.
Mencionaremos como dato adicional que los monasterios de la Encarnación y Guadalupe fueron completamente destruidos en el siglo XX, el primero de ellos estaba en lo que hoy en día es la Plaza San Martín y el segundo el Palacio de Justicia.

## Arte republicano

### Los inicios de la República
La declaración de la Independencia en 1821 y la victoria de los ejércitos libertadores en Junín y Ayacucho, sellaron el fin de un régimen político de más de tres siglos. Pero el sistema virreinal, que había definido las formas culturales de toda una sociedad, de sus costumbres y de sus instituciones, no se deshizo abruptamente con la Independencia. Los cambios tampoco se dieron por igual en todos los campos, ni se efectuaron al mismo ritmo.
La inestabilidad institucional del temprano Estado republicano impidió que se iniciaran proyectos de largo aliento. Las grandes comisiones cesaron abruptamente. Así, los géneros que dependían del poder político y eclesiástico, como la arquitectura, la escultura monumental y la pintura, prácticamente no se renuevan hasta mediados de siglo. Es tan solo en la segunda mitad del siglo XIX que, con los recursos generados por el guano, se emprenden nuevos proyectos. Además, la pintura en los centros, y particularmente en Lima,  se renueva bajo la influencia del arte contemporáneo de Francia y de Italia, en busca de una modernidad que pudiera señalar su independencia cultural frente al reciente pasado español. En cambio la pintura creada en la periferia, así como aquella producida para el consumo popular, mantiene elementos de continuidad con sus precedentes virreinales. Así, en los campos donde el Estado y la Iglesia no tenían una participación directa, las formas españolas se prolongaron por largo tiempo.
La secularización fue una de las consecuencias más evidentes de la ruptura virreinal. Pero existe también un abrupto cambio de giro en la geografía del país. La preeminencia de Lima marca, a partir de la Independencia, el sino un centralismo que llega a producir una diferencia notable de desarrollo económico y cultural con respecto al resto del territorio peruano. Una gran parte de este comercio florece con la apertura de los puertos, que fortalece a ciudades como Arequipa, Lima y Tacna. En este proceso, antiguos centros del sur andino como Cuzco y Huamanga pierden su lugar de predominio regional, al quedar marginados de las antiguas rutas comerciales con las regiones mineras del Alto Perú. La penetración de la región amazónica, iniciadas con el periodo anterior desde las ciudades andinas, sufre entonces también un repliegue significativo. Por ello, la rápida transformación de los gustos artísticos que trajo consigo la apertura y la importancia masiva de productos europeos, afecto principalmente a las ciudades costeras.
Esta escisión republicana conduce a desarrollos desiguales, que aseguran las subsistencia e incluso la profundización de grandes diferencias culturales. Se agranda así el abismo entre las artes “cultas”, ligadas a los escenarios internacionales, y las artes “populares”, asociadas a las tradiciones locales de origen virreinal. Incluso se puede afirmar que la noción misma del “arte popular” se crea como concepto diferenciado precisamente en este periodo.
Fuera de la capital, el florecimiento de las artes decorativas a lo largo del siglo XIX señala el paso de una producción dirigida por las autoridades.  Los historiadores han identificado incluso un proceso de “indianización” republicana, guiado por la recuperación demográfica de las comunidades indígenas, que adquieren mayor autonomía y estabilidad en este periodo. Las tradiciones derivadas de la época virreinal, como la pintura devocional, la talle de piedra de Huamanga los mates burilados, la platería, tejidos, queros y otros objetos de uso cotidiano, van construyendo un estilo diferenciado, caracterizado por una vitalidad expresiva. A diferencia de otros géneros, aquí no se dan grandes saltos y ruptura, sino que los nuevos estilos se introducen de manera progresiva, a un ritmo propio, transformándose sutil y gradualmente. Así por ejemplo, elementos neoclásicos se incorporan a la pintura mural, y a las artes decorativas sin trastocar la coherencia de las formas tradicionales.
Los procesos sociales y económicos que se iniciaron con la emancipación política de España contribuyen, sin embargo, a consolidar nuevos ordenamientos sociales, que transforman gradualmente las formas de creación artística. Sobre todo se impone un nuevo mapa cultural, que fortalece la diversidad y establece las grandes diferencias regionales que aún hoy define el panorama del arte en el Perú.

### Fotografía en el cambio de siglo
A finales del siglo XIX y principios del XX, se establece un diálogo estrecho entre la fotografía y la pintura. Es así que Teófilo Castillo Guas, Luis Ugarte Ronceros y Enrique Masías practicaron también ambos géneros. De otro lado, ante la carencia de galerías y salones, los estudios fotográficos se habían convertido en los principales centros para exposición de pinturas, tanto en Lima como en provincias. La fotografía pronto se volvió en una alternativa para el desarrollo de vocaciones artísticas en los centros provincianos. Fue una manifestación peculiar del Pictorialismo, teniendo como exponentes a Juan Manuel Figueroa Aznar (1878-1951) en Cuzco, Diego Goyzueta Espinoza (1850-1905) en Lima, y al puneño Martín Chambi (1891-1973) y los hermanos Carlos y Miguel Vargas Zaconet (1885-1979; 1887-1976) en Arequipa, gracias al estudio de Max T. Vargas (1861-1932) que se convirtió en el centro de difusión del movimiento y eje de la vida artística hasta fines de la década de 1920. Para entonces, la Escuela Nacional de Bellas Artes impulsaba nuevamente los géneros tradicionales como la pintura y la escultura. La fotografía de intención artística perdería progresivamente su lugar frente a la jerarquía pictórica y quedaría relegada a los márgenes del discurso artístico.

## Arte delsigloXX

### Grabado
El grabado es uno de los medios tecnológicos de comunicación más antiguos. Ya por los años 60 el grabado ocupa un lugar importante dentro de las disciplinas artísticas, fue un medio accesible, comercial, identificable y popular, permitiéndose elaborar una amplia gama de estilos. Cuatro años después aparecen los primeros portafolios pop, todos estos elaborados en serigrafía, con estampas y gráficas del artista Roy Lichtenstein, basado en los cómics, historietas, etc, de manera que se genera un ámbito muy comercial.
En estas épocas el aguafuerte era la técnica más utilizada en Europa, en la cual esta tendencia cae a mano de los minimalistas. Ya en 1975 renace y se extiende el interés por la xilografía, afectando también al Perú, de la mano de los indigenistas, cual pionero fue José Sabogal. Igualmente ocurre con las revistas que no tenían la posibilidad de acceder al fotograbado.

### Pintura
La pintura en el Perú de este siglo XX ha resaltado por sus relación con los cambios que ha sufrido nuestra nación, ya sea las afecciones políticas, o la población y sus cambios en esta época.
- Carlos Pablo Palma T.   (1953  Cerro de Pasco - ) Resalta por sus obras, inspiradas en el hombre de moderno en situaciones de adaptación a las nuevas épocas, y situaciones; además por su labor especial en retratar y enfocarse en la población emigrante e inmigrante, siendo esta labor representativa ante la mirada de los países latinoamericanos por su similitud en sus poblaciones.
- José Sabogal  (Cajabamba, 19 de marzo de 1888-Lima, 15 de diciembre de 1956) fue un pintor, profesor y ensayista peruano. Fue uno de los primeros promotores y uno de los líderes del movimiento indigenista peruano

### Escultura
La escultura en el Perú republicano ha tenido sus principales exponentes durante el siglo XX. Durante las décadas decimonónicas, la ausencia de una academia pidió el surgimiento de escultores. Así, las obras plásticas que engalanaban recintos públicos y privados en el Perú a lo largo del siglo XIX eran en su gran mayoría producidas en talleres de Europa o por artistas del Viejo Mundo. Así, son de mencionar el monumento ecuestre a Simón Bolívar, obra del escultor italiano Adamo Tadolini (1788-1868); y el monumento a Cristóbal Colón, elaborado en Roma durante el gobierno de Ramón Castilla (1851). Con la celebración del Centenario de la Independencia (1821) surge la primera generación nacional. Muchos de ellos giraron en torno a la Escuela Nacional de Bellas Artes de Lima, fundada el 28 de septiembre de 1918; inaugurada oficialmente el 15 de abril de 1919, cuyo primer director fue el pintor Daniel Hernández.
- David Lozano Lobatón (1865-1936) Chalaco. Autor de obras entre las que destacan el monumento ecuestre a Antonio José de Sucre y la estatua de Leoncio Prado. Su obra cumbre es el monumento a Ramón Castilla, ubicado en la plazuela de La Merced, en el centro histórico de Lima.
- Artemio Ocaña Bejarano (1893-1980) Ancashino. Su obra más conocida es el monumento a Francisco Bolognesi que reemplazó al realizado por Agustín Querol durante el gobierno de Manuel Odría. Sin embargo, su obra cumbre fue el grupo escultórico La Patria, calificado por la Academia Internazionale di Pontzen di Lettere, Sciense ed Arti de Nápoles como el monumento más bello de la humanidad.
- Miguel Baca Rossi (1917- ) Lambayecano. (Véase artículo sobre Miguel Baca Rossi)
- Joaquín Roca Rey (1923- ) Limeño, fue Premio Nacional de Escultura en 1951. Entre sus muestras se cuentan 38 personales y 150 colectivas en numerosos países.
- Franco Ochoa (1955- ) Limeño. Estudió en la Escuela Nacional de Bellas Artes, de la que después fue docente. Entre sus obras destacan el Monumento a los Héroes del Cenepa y al campeón olímpico Edwin Vásquez Cam, ubicados en Lima. Autor de bustos en los cuales denota apreciable habilidad para el retrato artístico, son de mencionar los realizados en torno a las figuras de Fernando Belaúnde (2003), Horacio Zeballos (2001), Juan Landázuri Ricketts (1997), Alejandro Graña (1996) y Raúl Acha Rovira (1995), entre otros. Un hito destacable en su trayectoria artística ha sido la figura del historiador Jorge Basadre, al cual ha encarnado en distintas ocasiones. En 1995 lo plasmó en un busto ubicado en la Biblioteca Nacional de Lima, cuya réplica da desde el 2003 nombre al Hall Basadre del Palacio de Gobierno del Perú. En el 2004, realizó una versión sedente del personaje el cual se halla en la Casa Basadre de Tacna. Finalmente, el 2005 lo esculpió en mármol para el mausoleo familiar del personaje.
- Luis Peña y Peña (Guadalupe) Ica Perú. Fue alumno de Artemio Ocaña Escultura Ecuestre Ramón Castilla, la "Bruja de cachiche", relieve "La leyenda de Huacachina", San Martín en Pisco, Luis Jerónimo de Cabrera (Fundador de la ciudad de Ica), escultura al aviador Renán Elías Olivera (Óvalo del estadio José Picasso Peratta) ciudad de Ica.

### Arte mural delsigloXX
El máximo exponente de este género es el Dr.Teodoro Núñez Ureta, artista que no solo ejerció el oficio de las bellas artes, era a su vez un filósofo y escritor notable de su época. Su vasta cultura en historias y su perfecto dominio del dibujo le permitió recrear la historia y las viviencias de su pueblo. El sucesor de este estilo histórico monumental es su hijo Teodoro Núñez Rebaza, quien hizo un importante aporte técnico en sus vitrales de fibra de vidrio en la Corte Superior de Justicia de Arequipa.
El estilo de concepción de Teodoro Núñez Ureta, se basaba en fórmulas renacentistas de raíces cuadradas, de la proporción dorada y figuras notables. Para contextualizar su obra hacia esquemas escritos al estilo de Diego Rivera o David Alfaro Siqueiros, realizando múltiples bocetos en un juego muy bien planeado de integración al espacio arquitectónico.

#### Caricaturistas
- Julio Málaga Grenet
- María Eugenia Palma Florián
- Mechain Doroteo